# Fiat SPA S37 blindé
Pour les articles homonymes, voir SPA et S37.
Le Fiat-SPA S37 blindé est un véhicule de transport de troupes blindé sur roues italien, produit par la société SPA, filiale de Fiat V.I. et utilisé par l'Armée Royale italienne de la République sociale italienne durant la Seconde Guerre mondiale.

## Origine
Le FIAT SPA S37 Blindé a été développé en 1941 sur la base du châssis du tracteur d'artillerie Fiat SPA TL 37 version "Libye" et réputé pour son excellent comportement en tout terrain. Après quelques démonstrations sur le terrain réalisées par Fiat V.I., le Regio Esercito, l'armée royale italienne, commande 150 exemplaires en 1942. Ce véhicule blindé léger a été utilisé principalement pour des missions de police en Italie, contre les partisans dans les Balkans occupés et pour l'Invasion de la Yougoslavie.
Dès le 8 septembre 1943, date de la signature de l'Armistice de Cassibile, 37 véhicules Fiat SPA S37 furent réquisitionnés par l'armée nazie, le 7e SS-Freiwilligen-Gebirgs-Division Prinz Eugen qu'ils renommèrent Gepanzerte Manntransportwagen S 37 (italien) et un certain nombre fut capturé par les partisans yougoslaves.

## Contexte historique
Dès 1938, le commandement de l'armée royale italienne voulut doter les régiments de l'armée de terre, les Bersagliers, d'un véhicule blindé de transport de troupes d'infanterie. 
La société Viberti présenta en 1941 un prototype construit sur la base du camion militaire SPA Dovunque 35 un véhicule pouvant transporter 10 soldats avec leur équipement. Les responsables militaires émirent rapidement des doutes sur la bonne utilisation d'un tel engin notamment à cause du poids ajouté pour le blindage sur un châssis non conçu à l'origine pour cela, ce qui empêcha le projet de se concrétiser. Les militaires lui préférèrent le Fiat SPA S37 blindé. 
Le principe de construction a consisté à fixer à la structure du véhicule, en lieu et place de la peau de carrosserie extérieure traditionnelle, des plaques de blindage inclinées boulonnée. Le châssis d'origine est possède 4 roues motrices et directrices. C'est un blindage « léger » pour la protection des hommes durant de courts trajets des éclats d'obus et de tirs d'armes légères. Le compartiment de transport de troupes était conçu pour huit hommes assises avec un accès par une porte arrière en deux parties. L'armement se composait d'une mitrailleuse lourde Breda M1937. Les très grandes roues et l'empattement réduit conféraient au véhicule un excellent comportement grâce à la faible pression au sol qui, combinée à  la transmission à quatre roues motrices et directrices assuraient une maniabilité sans égal. 

## Variantes
Les versions connues sont la version lance-flammes (S37 Lanciafiamme) et la version antichar, armé d'un canon antichar Breda 47/32 Mod. 1935.

## Utilisateurs
- Armée Royale italienne,
- Wehrmacht,
- Partisans yougoslaves.